# Седамин
Седамин — алкалоид пиперидинового ряда. Впервые был выделен в 1939 году советскими химиками Д. Г. Колесниковым и А. Г. Шварцманом из растения очиток едкий (Sedum acre), по латинскому названию которого и получил своё название. Выделен в чистом виде в 1945 году. Представляет собой третичное основание, с соляной кислотой образует устойчивую кристаллическую соль с температурой плавления 205 °C.

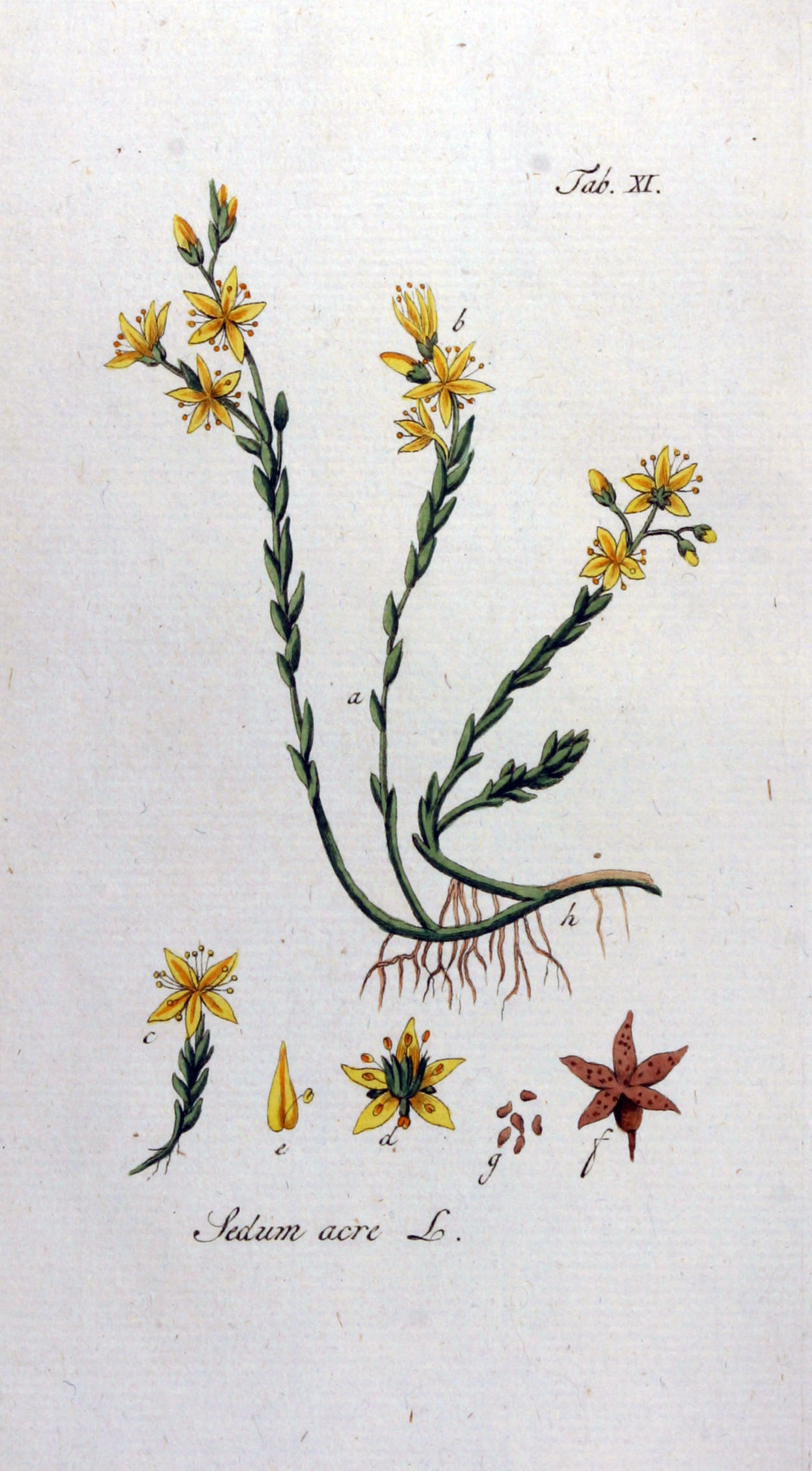
очиток едкий (Sedum acre)